# Астахова, Наталья Васильевна
Ната́лья Васи́льевна Аста́хова (род. 29 марта 1953, Бахчисарай, Крымская область) — русский советский прозаик, журналистка, писатель-фантаст. Заслуженный журналист Автономной Республики Крым (2008).

## Биография
Родилась в Крыму. Окончила факультет журналистики МГУ. Работала в редакциях газет. Живёт в Симферополе. С 1988 года работает в газете «Крымская правда», член КПСС. Была заместителем главного редактора.
Член Союза российских писателей. Автор сборника фантастических рассказов «Письма с Земли» (1992), рассказы и повести публиковались в сборниках, российских и европейских журналах. Член Союза писателей России.
Статья Натальи Астаховой «Принесённые ветром» (2008) подверглась критике за антитатарскую и антиисламскую позицию. Астахова по отношению к крымским татарам пишет:
«Скажите на милость, осталось ли хоть что-то в этом несчастном, замордованном вами Крыму, над чем бы вы не надругались? Земля, море, вино, горы, сады, виноградники, города, сёла — всё подёрнуто паутиной ваших притязаний, всё либо разорено-разворовано, либо облито нечистотами ваших помыслов. Осталось разве что небо. И то заходится в нём крик муэдзина, перекрывая все прочие звуки ранее мирной жизни».
В 2010 году состоялся судебный процесс по иску общественной организации «Бизим Къырым» к Астаховой о опровержении информации в её статье. Центральный районный суд Симферополя отказал в удовлетворении иска к Наталье Астаховой.

## Произведения

### Книги
- Астахова Н. Письма с Земли. — Симферополь: Текст, 1992. — ISBN 5-87106-031-5.

### Отдельные публикации
- Наследница по кривой // Феми-фан: Фантастические повести, рассказы. — Симферополь: Таврия, 1990. С. 20-36.
- Погонщик мулов с бульвара Клавы // Феми-фан: Фантастические повести, рассказы. — Симферополь: Таврия, 1990. С. 4-19.
- Хлеб для случайного путника // Огонь в колыбели: Фантастические повести и рассказы. — Киев: Друг читача, 1990. С. 119—141.

## Награды
- Заслуженный журналист АРК (2007).

## Семья
- дочь — Юлия, преподаватель Вашингтонского университета.
- сын — Илья.